# Provinz Sud Carangas
Sud Carangas (auch: Sur Carangas) ist eine Provinz im zentralen Teil des Departamento Oruro im Hochland des südamerikanischen Anden-Staates Bolivien.

## Lage
Die Provinz Sud Carangas ist eine von sechzehn Provinzen im Departamento Oruro. Sie liegt zwischen 18° 38' und 19° 09' südlicher Breite und zwischen 66° 37' und 67° 34' westlicher Länge.
Sie grenzt im Norden an die Provinz Saucarí, im Nordwesten an die Provinz Carangas, im Westen an die Provinz Litoral, im Süden an die Provinz Ladislao Cabrera, im Südosten an die Provinz Sebastián Pagador, im Osten an die Provinz Eduardo Avaroa und im Nordosten an die Provinz Poopó. Im Osten grenzt die Provinz an den Poopó-See.
Die Provinz erstreckt sich über eine Länge von 60 Kilometern in Nord-Süd-Richtung und über 100 Kilometer in Ost-West-Richtung.

## Bevölkerung
Die Einwohnerzahl der Provinz Sud Carangas ist in den vergangenen drei Jahrzehnten auf mehr als das Doppelte angestiegen:
| Jahr | Einwohner | Quelle       |
| ---- | --------- | ------------ |
| 1992 | 4 028     | Volkszählung |
| 2001 | 6 136     | Volkszählung |
| 2012 | 7 232     | Volkszählung |
| 2024 | 9 296     | Volkszählung |

! Jahr
! Einwohner
! Quelle
|-
| 1992
! 4 028
| Volkszählung
|- align="center"
| 2001
! 6 136
| Volkszählung
|-
| 2012
! 7 231
| Volkszählung
|- style="text-align:center;"
| 2024
! 9 296
|Volkszählung
|}
41,1 Prozent der Bevölkerung sind jünger als 15 Jahre. 96,5 Prozent der Bevölkerung sprechen Aymara, 78,1 Prozent Spanisch und 46,0 Prozent Quechua.
99,9 Prozent der Bevölkerung haben keinen Zugang zu Elektrizität, 98,7 Prozent leben ohne sanitäre Einrichtung (1992).
77,9 Prozent der Erwerbstätigen arbeiten in der Landwirtschaft, 4,1 Prozent in der Industrie, 18,0 Prozent im Dienstleistungsbereich (2001).
74,8 Prozent der Einwohner sind katholisch, 18,9 Prozent sind evangelisch (1992).

## Gliederung
Die Provinz unterteilte sich bei der letzten Volkszählung von 2024 in die folgenden beiden Verwaltungsbezirke (bolivianisch „Municipios“):
- Municipio Andamarca – 6.300 Einwohner
- Municipio Belén de Andamarca – 2.996 Einwohner

## Ortschaften in der Provinz Sud Carangas
- Municipio Andamarca
  - Orinoca 638 Einw. – Andamarca 468 Einw. – Eduardo Avaroa 374 Einw. – Isallavi 33 Einw.

- Municipio Belén de Andamarca
  - Belén de Andamarca 639 Einw. – Cruz de Huayllamarca 388 Einw. – Real Machacamarca 315 Einw.